# Basa (kainji jezik)
Basa jezik (abacha, abatsa, basa-benue, bassa-komo”, “bassa-kwomu”, rubasa, rubassa; ISO 639-3: bzw), jedan od četiri basa jezika, šire skupine kainji, kojim govori oko 100 000 ljudi (1973 SIL) u nigerijskim državama Kogi, Plateau, Benue i Federalnom teritoriju glavnoga grada. Pripadnici etničke grupe zovu se Basa ili Bassa. 
Ne smije se brkati s ostalim istoimenim ili jezicima sličnog imena, bassa iz Liberije i Sijera Leone kojim govori pleme Bassa i basaa ili bassa, iz Kameruna koji pripada porodici bantu.
Govornici se služe i jezicima igala [igl] ili nupe [nup]. Pismo: latinica.

## Vanjske poveznice
- Dictionary of the Language of the Bas(s)a People  Arhivirana inačica izvorne stranice od 20. ožujka 2009. (Wayback Machine)